# 喬爾尼奧斯拉維
48°27′35″N 24°44′46″E / 48.45972°N 24.74611°E
喬爾尼奧斯拉維（烏克蘭語：Чорні Ослави），是烏克蘭的村落，位於該國西部伊萬諾-弗蘭科夫斯克州，由納德沃爾納亞區負責管轄，始建於1572年，面積19.69平方公里，海拔高度560米，2024年人口1,692。